# Sanday
Sanday (Sandaigh en gaèlic) és una illa de les Hèbrides Interiors situada al nord-oest d'Escòcia. Forma part de l'arxipèlag de les Small Isles («illes petites») i depèn de l'illa de Canna, amb la qual queda connectada per bancs de sorra a baixamar i per una passarel·la. Aquesta passarel·la fou renovada el 2006 després que una tempesta l'any abans destruís l'original construïda el 1905. Canna es troba enfront de la costa nord-est de Sanday, i al sud-est, una mica més lluny, l'illa de Rùm.
L'illa posseeix una escola freqüentada pels nens i nenes Canna, que utilitzen la passarel·la per arribar-hi.

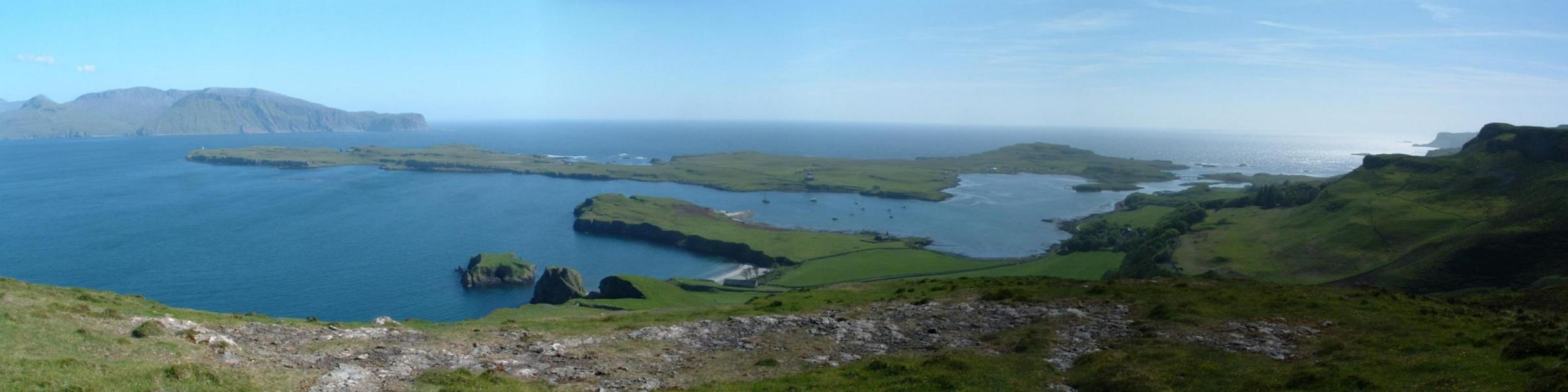
Vista de Sanday des del turó de la Boussole de Canna. Al fons, les costes de Rùm.